# Nico Yennaris
Li Ke (chinês: 李可; pinyin, Lǐ Kě), antes conhecido como Nicholas Harry Yennaris (Leytonstone, 24 de maio de 1993) é um futebolista chinês que atua como volante ou zagueiro. Atualmente defende o Beijing Guoan.
Li Ke nasceu em Leytonstone, Inglaterra, e em 2019 abdicou da nacionalidade inglesa e obteve a nacionalidade chinesa. Ele é filho de mãe com origem chinesa. O pai do jogador é de origem cipriota.

## Carreira
Ingressou nas categorias de base do Arsenal em 2001. Inicialmente jogava como atacante, e posteriormente foi recuando ao meio-campo, chegando à zaga. Várias lesões atrapalharam o desenvolvimento de Yennaris, que permaneceu até 2011 na base dos Gunners. 
Foi relacionado pela primeira vez em jogos oficiais em setembro de 2011, quando o Arsenal enfrentou o Shrewsbury Town na Copa da Liga Inglesa, porém não entrou em campo na vitória por 3 a 1. 1 mês depois, estreou profissionalmente na vitória por 2 a 1 sobre o Bolton Wanderers. Ainda jogaria uma vez pela Copa da Inglaterra, contra o Leeds United, e sua única partida na Premier League foi na derrota por 2 a 1 para o Manchester United, substituindo o suíço Johan Djourou. 
O último jogo de Yennaris como jogador do Arsenal foi na vitória por 6 a 1 sobre o Coventry City (também o único na temporada 2012–13), dando inclusive o passe para o gol de Theo Walcott. Sob contrato com o Arsenal, foi emprestado para Notts County (2 jogos) e Bournemouth (não entrou em campo).
Fora dos planos dos Gunners, assinou com o Brentford em janeiro de 2014. Mesmo atrapalhado por seguidas lesões (em 2013–14 e 2014–15, disputou, no total, apenas 11 jogos), Yennaris conquistou o acesso à Segunda Divisão em seus primeiros meses de clube. Firmou-se no Brentford a partir de 2015–16, saindo com 157 partidas (144 pela Segunda Divisão, 4 pela Copa da Inglaterra e 9 pela Copa da Liga), fazendo 12 gols. Durante o período, foi emprestado ao Wycombe Wanderers, onde atuou 14 vezes e fez um gol.
Em 31 de janeiro de 2019, Li Ke foi anunciado como o novo reforço do Beijing Guoan contratado por € 5,5 milhões junto ao Brentford.

## Carreira internacional
Após defender as equipes de base da Inglaterra entre 2009 e 2012, Yennaris obteve a cidadania chinesa em maio de 2019, passando a ser elegível para defender a seleção nacional, adotando o nome Li Ke.
Sua estreia foi num amistoso contra as Filipinas, em junho do mesmo ano. Com isso, tornou-se o primeiro jogador naturalizado a defender a Seleção Chinesa - ele também pode jogar por Chipre, onde possui origens.